# Gymnastique artistique aux Jeux olympiques d'été de 2020 - saut de cheval hommes
Pour un article plus général, voir Gymnastique artistique aux Jeux olympiques d'été de 2020.
Navigation
Rio de Janeiro 2016 Paris 2024
La finale du saut de cheval de gymnastique artistique des Jeux olympiques d'été de 2020 organisés à Tokyo (Japon), se déroule au Centre de gymnastique d'Ariake le 2 août 2021.

## Format
Les 8 meilleurs gymnastes sont qualifiés pour la finale. Chaque gymnaste doit effectuer deux sauts, la note obtenue est la moyenne de ces deux sauts.  Les compteurs sont remis à zéro pour la finale, qui ne prend pas en compte les notes des qualifications.
Il ne peut y avoir que deux gymnastes par délégation, le moins bien classé d'entre eux ne serait pas qualifié et le prochain gymnaste le mieux classé serait qualifié à sa place.
Au cas où un gymnaste ne pourrait se présenter à la finale, trois remplaçants sont prévus lors des qualifications.

## Qualifications
Les qualifications ont lieu le 24 juillet 2021.
| Rang | Gymnaste             | Pays                       | Saut | Difficulté | Exécution | Pénalité | Notes  | Total  | Qualification |
| ---- | -------------------- | -------------------------- | ---- | ---------- | --------- | -------- | ------ | ------ | ------------- |
| 1    | Shin Jea-hwan        | Corée du Sud               | 1    | 6.000      | 9.100     |          | 15.100 | 14.866 | Q             |
| 1    | Shin Jea-hwan        | Corée du Sud               | 2    | 5.600      | 9.033     |          | 14.633 | 14.866 | Q             |
| 2    | Artur Davtyan        | Arménie                    | 1    | 5.600      | 9.133     |          | 14.733 | 14.866 | Q             |
| 2    | Artur Davtyan        | Arménie                    | 2    | 5.600      | 9.400     |          | 15.000 | 14.866 | Q             |
| 3    | Nikita Nagornyy      | Comité olympique de Russie | 1    | 5.600      | 9.100     |          | 14.700 | 14.783 | Q             |
| 3    | Nikita Nagornyy      | Comité olympique de Russie | 2    | 5.600      | 9.266     |          | 14.866 | 14.783 | Q             |
| 4    | Adem Asil            | Turquie                    | 1    | 6.000      | 9.100     |          | 15.100 | 14.766 | Q             |
| 4    | Adem Asil            | Turquie                    | 2    | 5.600      | 8.833     |          | 14.433 | 14.766 | Q             |
| 5    | Denis Ablyazin       | Comité olympique de Russie | 1    | 5.600      | 9.300     |          | 14.900 | 14.733 | Q             |
| 5    | Denis Ablyazin       | Comité olympique de Russie | 2    | 5.600      | 8.966     |          | 14.566 | 14.733 | Q             |
| 6    | Carlos Yulo          | Philippines                | 1    | 5.600      | 9.166     |          | 14.766 | 14.712 | Q             |
| 6    | Carlos Yulo          | Philippines                | 2    | 5.600      | 9.058     |          | 14.658 | 14.712 | Q             |
| 7    | Caio Souza           | Brésil                     | 1    | 5.600      | 9.000     |          | 14.600 | 14.700 | Q             |
| 7    | Caio Souza           | Brésil                     | 2    | 5.600      | 9.200     |          | 14.800 | 14.700 | Q             |
| 8    | Ahmet Önder          | Turquie                    | 1    | 5.200      | 9.133     |          | 14.333 | 14.466 | Q             |
| 8    | Ahmet Önder          | Turquie                    | 2    | 5.600      | 9.000     |          | 14.600 | 14.466 | Q             |
| 9    | Yang Hak-seon        | Corée du Sud               | 1    | 5.600      | 9.266     |          | 14.866 | 14.366 | R1            |
| 9    | Yang Hak-seon        | Corée du Sud               | 2    | 6.000      | 7.966     | -0.100   | 13.866 | 14.366 | R1            |
| 10   | Kim Han-sol          | Corée du Sud               | 1    | 5.600      | 8.933     | -0.300   | 14.233 | 14.333 | NQ            |
| 10   | Kim Han-sol          | Corée du Sud               | 2    | 5.200      | 9.233     |          | 14.433 | 14.333 | NQ            |
| 11   | Lee Junho            | Corée du Sud               | 1    | 5.600      | 8.833     |          | 14.433 | 14.333 | NQ            |
| 11   | Lee Junho            | Corée du Sud               | 2    | 5.200      | 9.033     |          | 14.233 | 14.333 | NQ            |
| 12   | Shek Wai Hung        | Hong Kong                  | 1    | 6.000      | 9.016     | -0.300   | 14.716 | 14.274 | R2            |
| 12   | Shek Wai Hung        | Hong Kong                  | 2    | 6.000      | 7.933     | -0.100   | 13.833 | 14.274 | R2            |
| 13   | Nicolau Mir          | Espagne                    | 1    | 5.600      | 8.566     | -0.300   | 13.866 | 14.133 | R3            |
| 13   | Nicolau Mir          | Espagne                    | 2    | 5.200      | 9.200     |          | 14.400 | 14.133 | R3            |
| 14   | Ihor Radivilov       | Ukraine                    | 1    | 5.600      | 9.016     |          | 14.616 | 14.074 | NQ            |
| 14   | Ihor Radivilov       | Ukraine                    | 2    | 5.600      | 7.933     |          | 13.533 | 14.074 | NQ            |
| 15   | Giarnni Regini-Moran | Grande-Bretagne            | 1    | 5.600      | 9.000     |          | 14.600 | 14.000 | NQ            |
| 15   | Giarnni Regini-Moran | Grande-Bretagne            | 2    | 5.600      | 7.900     | -0.100   | 13.400 | 14.000 | NQ            |
| 16   | Marian Drăgulescu    | Roumanie                   | 1    | 5.800      | 7.766     | -0.100   | 13.466 | 13.999 | NQ            |
| 16   | Marian Drăgulescu    | Roumanie                   | 2    | 5.600      | 8.933     |          | 14.533 | 13.999 | NQ            |
| 17   | Milad Karimi         | Kazakhstan                 | 1    | 5.600      | 8.833     |          | 14.433 | 13.866 | NQ            |
| 17   | Milad Karimi         | Kazakhstan                 | 2    | 5.600      | 7.800     | -0.100   | 13.300 | 13.866 | NQ            |
| 18   | Robert Tvorogal      | Lituanie                   | 1    | 4.800      | 9.133     |          | 13.933 | 13.666 | NQ            |
| 18   | Robert Tvorogal      | Lituanie                   | 2    | 5.200      | 8.200     |          | 13.400 | 13.666 | NQ            |
| 19   | Le Thanh Tung        | Viêt Nam                   | 1    | 5.600      | 7.700     | -0.200   | 13.100 | 13.483 | NQ            |
| 19   | Le Thanh Tung        | Viêt Nam                   | 2    | 5.200      | 8.966     | -0.300   | 13.866 | 13.483 | NQ            |
| 20   | Loris Frasca         | France                     | 1    | 5.200      | 8.600     | -0.300   | 13.500 | 13.433 | NQ            |
| 20   | Loris Frasca         | France                     | 2    | 5.600      | 7.866     | -0.100   | 13.366 | 13.433 | NQ            |
| 21   | David Rumbutis       | Suède                      | 1    | 5.200      | 7.900     |          | 13.100 | 12.716 | NQ            |
| 21   | David Rumbutis       | Suède                      | 2    | 5.000      | 7.633     | -0.300   | 12.333 | 12.716 | NQ            |
|      | Artur Dalaloyan      | Comité olympique de Russie | 1    | 5.600      | 9.058     |          | 14.658 |        | DNF           |
| 2    | Artur Dalaloyan      | Comité olympique de Russie |      |            |           | DNS      |        |        | DNF           |
|      | Wataru Tanigawa      | Japon                      | 1    | 6.000      | 7.966     | -0.300   | 13.666 |        | DNF           |
| 2    | Wataru Tanigawa      | Japon                      |      |            |           | DNS      |        |        | DNF           |
|      | Ivan Tikhonov        | Azerbaïdjan                | 1    | 5.600      | 8.000     |          | 13.600 |        | DNF           |
| 2    | Ivan Tikhonov        | Azerbaïdjan                |      |            |           | DNS      |        |        | DNF           |
|      | Rayderley Zapata     | Espagne                    | 1    |            |           |          | DNS    |        | DNS           |
| 2    | Rayderley Zapata     | Espagne                    |      |            |           | DNS      |        |        | DNS           |

| Légende :                                          | Légende :                                                    | Légende :                  |
| -------------------------------------------------- | ------------------------------------------------------------ | -------------------------- |
| - Q = Qualifié - DNS (Did Not Start) = Non partant | - NQ = Non Qualifié - DNF (Did Not Finish) = N'a pas terminé | - R1, R2, R3 = Remplaçants |

## Finale
Bien qu'ayant obtenu le même score final, Shin Jea-hwan et Denis Ablyazin ne sont pas ex aequo, ils sont départagés sur leur meilleur saut. La meilleure des notes de Shin Jea-hwan étant 14.833 et celle de Denis Ablyazin étant 14.800 ; alors Shin Jea-hwan est devant Denis Ablyazin.
Il en va de même pour Carlos Yulo et Nikita Nagornyy.
| Rang               | Gymnaste        | Pays                       | Saut | Difficulté | Exécution | Pénalité | Notes  | Total  |
| ------------------ | --------------- | -------------------------- | ---- | ---------- | --------- | -------- | ------ | ------ |
| Médaille d'or      | Shin Jea-hwan   | Corée du Sud               | 1    | 6.000      | 8.833     | -0.100   | 14.733 | 14.783 |
| Médaille d'or      | Shin Jea-hwan   | Corée du Sud               | 2    | 5.600      | 9.233     |          | 14.833 | 14.783 |
| Médaille d'argent  | Denis Ablyazin  | Comité olympique de Russie | 1    | 5.600      | 9.166     |          | 14.766 | 14.783 |
| Médaille d'argent  | Denis Ablyazin  | Comité olympique de Russie | 2    | 5.600      | 9.200     |          | 14.800 | 14.783 |
| Médaille de bronze | Artur Davtyan   | Arménie                    | 1    | 5.600      | 9.200     |          | 14.800 | 14.733 |
| Médaille de bronze | Artur Davtyan   | Arménie                    | 2    | 5.600      | 9.166     | -0.100   | 14.666 | 14.733 |
| 4                  | Carlos Yulo     | Philippines                | 1    | 5.600      | 9.066     | -0.100   | 14.566 | 14.716 |
| 4                  | Carlos Yulo     | Philippines                | 2    | 5.600      | 9.266     |          | 14.866 | 14.716 |
| 5                  | Nikita Nagornyy | Comité olympique de Russie | 1    | 5.600      | 9.233     |          | 14.833 | 14.716 |
| 5                  | Nikita Nagornyy | Comité olympique de Russie | 2    | 5.600      | 9.000     |          | 14.600 | 14.716 |
| 6                  | Adem Asil       | Turquie                    | 1    | 6.000      | 9.266     |          | 15.266 | 14.449 |
| 6                  | Adem Asil       | Turquie                    | 2    | 5.600      | 8.033     |          | 13.633 | 14.449 |
| 7                  | Ahmet Önder     | Turquie                    | 1    | 5.200      | 8.633     |          | 13.833 | 14.066 |
| 7                  | Ahmet Önder     | Turquie                    | 2    | 5.200      | 9.100     |          | 14.300 | 14.066 |
| 8                  | Caio Souza      | Brésil                     | 1    | 5.600      | 8.866     |          | 14.466 | 13.683 |
| 8                  | Caio Souza      | Brésil                     | 2    | 5.200      | 7.700     |          | 12.900 | 13.683 |